# Augusto Theodoli
Augusto Theodoli (ur. 18 września 1819 w Rzymie, zm. 26 czerwca 1892 tamże) – włoski kardynał.

## Życiorys
Urodził się 18 września 1819 roku w Rzymie, jako syn Giacoma Theodoliego i Marii Camassei. W młodości został relatorem Świętej Konsulty i audytorem Trybunału Obojga Sygnatur. W 1882 roku został prefektem Domu Papieskiego. 7 czerwca 1886 roku został kreowany kardynałem diakonem i otrzymał diakonię Santa Maria della Scala. Zmarł 26 czerwca 1892 roku w Rzymie.